# National Council on Disability
Der National Council on Disability (NCD) wurde 1978 als Beratungsgremium innerhalb des Bildungsministeriums der Vereinigten Staaten gegründet und hat die Aufgabe, Chancengleichheit für behinderte Menschen zu gewährleisten. Der NCD hat 15 Mitglieder, die direkt vom Präsidenten der Vereinigten Staaten nominiert und vom Senat der Vereinigten Staaten bestätigt werden. Eine Erweiterung des Rehabilitation Acts 1984 machte den NCD zu einer unabhängigen Institution.
Das Hauptziel dieser Institution ist es, es behinderten Menschen zu ermöglichen, in allen Bereichen des Lebens teilzuhaben und ein selbstbestimmtes Leben zu führen.

## Tätigkeitsfelder
Entsprechend dem Statut des NCD hat die Institution folgende Aufgaben:
- Überprüfung und Evaluation der Policies, Programme und Verfahren der Bundesregierung in Bezug auf behinderte Menschen.
- Überprüfung und Evaluation der Statuten und Bestimmungen in Bezug auf Regierungsprogramme, die behinderten Menschen zugutekommen sollen, um zu gewährleisten, dass diese den Bedürfnissen behinderter Menschen entsprechen.
- Überprüfung und Evaluation entstehender Policies auf staatlicher sowie auf Gemeinde- und privatwirtschaftlicher Ebene, die behinderte Menschen betreffen. Dies geschieht beispielsweise in Bezug auf Pflege, Persönliche Assistenz, Inklusive Pädagogik und in Bezug auf die Wirkung dieser Bemühungen auf die behinderten Menschen.
- Herausgabe von Empfehlungen an den Präsidenten, den Kongress, das Bildungsministerium, das National Institute on Disability and Rehabilitation Research und andere staatliche Institutionen.
- Beratung des Kongresses mit Empfehlungen, Gesetzesentwürfen und anderen Informationen, die dem NCD oder dem Kongress angemessen erscheinen.
- Sammeln von Informationen über die den Vollzug, die Effektivität und Wirkung des Americans with Disabilities Act.
- Beratung des Präsidenten, des Kongresses, der Rehabilitation Services Administration, des Office of Special Education and Rehabilitative Services und des National Institute on Disability and Rehabilitation Research bezüglich der Entwicklung von Programmen, die unter dem Rehabilitation Act von 1973 ausgeführt werden sollen.
- Beratung des Beauftragten für die Policies und die Führung der Rehabilitation Services Administration.
- Herausgabe von Empfehlungen an den Direktor des National Institute on Disability and Rehabilitation Research in Bezug auf behinderte Menschen.
- Beratung des Interagency Disability Coordinating Council in Bezug auf die Prioritäten der Aktivitäten und Überprüfung der Empfehlungen für legislative und administrative Veränderungen.
- Erarbeitung und Übermittlung eines jährlichen Berichts an den Präsidenten und den Kongress.

## Aktivitäten
Währenddessen sich zahlreiche Regierungsorganisationen mit Themen befassen, die behinderte Menschen betreffen, zeichnet sich der NCD dadurch aus, dass er die einzige Regierungsorganisation ist, die damit beauftragt ist, die gegenwärtige Politik in Bezug auf im Behindertensektor relevante Themen, zu analysieren und auf dieser Basis Empfehlungen auszustellen. 
Der NCD spielte eine Schlüsselrolle bei der Umsetzung des Americans with Disabilities Act. Seither trägt der NCD dazu bei, behinderten Menschen die Teilhabe in zahlreichen Bereichen zu ermöglichen.

## Geschichte
1978 wurde ein kleines beratendes Gremium innerhalb des amerikanischen Bildungsministeriums, der National Council on the Handicapped in den Status einer unabhängigen Bundesbehörde befördert. Die daraus hervorgehende Bundesbehörde wurde National Council on Disability (NCD) genannt und damit beauftragt sämtliche Bundesgesetze und -Programme, die behinderte Menschen betreffen, zu prüfen und zu beurteilen, inwiefern dadurch behinderten Menschen gleichwertige Teilhabe am gesellschaftlichen Leben ermöglicht wird. Diese Einschätzungen dienen als Grundlage für Empfehlungen für Gesetzesentwürfe. Abschließend verpflichtete sich der NCD dazu, die Resultate seiner Arbeit dem Präsidenten und dem Kongress in Form eines Berichts zu präsentieren. Der NCD besteht aus 15 Mitgliedern, deren Amtsperiode jeweils zwei Jahre dauert.
In den 1970er Jahren fand ein Wandel von wohltätigem Verhalten gegenüber Behinderten zu Behindertenrechten statt und der NCD spielte bei der Durchsetzung von entsprechenden Gesetzesgrundlagen eine entscheidende Rolle. 
Der Hauptverdienst des NCD besteht darin, Themen, die behinderte Menschen betreffen, zu bündeln und in die Entscheidungsprozesse einfließen zu lassen. Der NCD verbreitet über seine Website, den NCD Bulletin und Mailinglisten wichtige Informationen zu Themen, die behinderte Menschen betreffen und arbeitet mit anderen Behindertenorganisationen und den Medien zusammen.

## Mitglieder des National Council on Disability
Linda Wetters, Vorsitzende;
Patricia Pound, Erste stellvertretende Vorsitzende;
Marylyn Howe, Zweite stellvertretende Vorsitzende;
Victoria Ray Carlson;
Robert R. Davila, Ph.D.;
Graham Hill;
Lisa Mattheiss;
Heather McCallum;
Katherine O. McCary;
Lonnie Moore;
Anne M. Rader;
Tony J. Williams.